# Tafalisca lurida
Tafalisca lurida är en insektsart som beskrevs av Walker, F. 1869. Tafalisca lurida ingår i släktet Tafalisca och familjen syrsor. Inga underarter finns listade i Catalogue of Life.